# Ondřej Kolář (fotbalista)
Ondřej Kolář (* 17. října 1994 Liberec) je český profesionální fotbalový brankář, který chytá za český klub SK Slavia Praha. V roce 2019 odehrál také jedno utkání v dresu české reprezentace.

## Klubová kariéra

### Slovan Liberec
Kolář je odchovancem Slovanu Liberec. Mládežnický reprezentant se v září 2012 poprvé objevil na lavičce náhradníků v A-týmu.

#### Sezóna 2012/13
V březnu 2013 odešel na půlroční hostování do druholigového Varnsdorfu, kde plnil roli brankářské dvojky za Radkem Porcalem. 4. května si odbyl svůj debut v dospělém fotbale, a to při prohře 1:2 na půdě Vlašimi. Jednalo se o Kolářův jediný start na hostování ve Varnsdorfu.

#### Sezóna 2013/14
V sezoně 2013/14 působil jako třetí brankář za Přemyslem Kovářem a Lukášem Hroššem. V 1. české lize a v dresu Liberce Kolář debutoval v posledním ligovém kole sezony 2013/14 v utkání proti Sigmě Olomouc (remíza 1:1).

#### Sezóna 2014/15
Dne 15. srpna 2014 dostal od trenéra Samuela Slováka šanci v ligovém utkání proti Dukle Praha. Kolář udržel čisté konto při bezbrankové remíze a udržel si místo v sestavě Liberce. Kolář chytal nepřetržitě až do března 2015, kdy po sérii sedmi zápasů bez výhry klesl Liberec na poslední místo v lize a do branky se vrátil Lukáš Hroššo. Liberec zakončil sezónu na 12. příčce a zároveň vyhrál český pohár, Kolář 27. května z lavičky přihlížel finálovému vítězství 2:1 po penaltovém rozstřelu nad Jabloncem. Kolář odchytal v sezóně 17 soutěžních utkání, v nichž udržel 5 čistých kont.

#### Sezóna 2015/16
V létě 2015 přišel do týmu na hostování ze Sparty brankář Tomáš Koubek a ze Zbrojovky Brno dorazil Václav Hladký. Kolář byl odsunut na brankářskou pozici číslo čtyři a odchytal v sezóně 2015/16 jen šest utkání v rezervním týmu.

#### Sezóna 2016/17
Po návratu Koubka do Sparty přišel do Liberce jiný brankář, z Dánska na sever Čech přestoupil Martin Dúbravka. Kolář neměl v kádru Slovanu místo, a tak v létě 2016 odešel na půlroční hostování do Varnsdorfu. V druhé lize odchytal Kolář sedm utkání a udržel jedno čisté konto. Po zimním návratu bojoval o místo v sestavě, ale ani v sezóně 2016/17 nenastoupil do jediného utkání v dresu Slovanu Liberec.

#### Sezóna 2017/18
V létě 2017 z klubu odešel Dúbravka, a tak bylo místo v brance volné. Trenér Jindřich Trpišovský upřednostnil 30. července v utkání prvního kola proti Zlínu Koláře před Hladkým a odchovanec Liberce nastoupil do prvoligového utkání poprvé po dvou a půl letech. Kolář udržel čisté konto při výhře 1:0 a udržel si místo v základní sestavě. V průběhu podzimní části sezóny podával Kolář velmi dobré výkony a i díky němu patřila Liberci po polovině sezóny průběžná čtvrtá příčka v lize, Kolář odchytal 13 ligových utkání, v nichž udržel 6 čistých kont.

### Slavia Praha

#### Sezóna 2017/18
V lednu 2018 přestoupil Kolář za 25 milionů korun do pražské Slavie, kde se znovu sešel s trenérem Trpišovským. V pražském klubu se stal ihned neotřesitelnou brankářskou jedničkou. 9. května odchytal Kolář celé finálové utkání českého poháru proti Jablonci, které Slavia vyhrála 3:1 a Kolář získal svou první trofej v kariéře. V lize skončila Slavia na druhé příčce za mistrovskou Plzní. Kolář odchytal na jaro 17 soutěžních utkání a udržel 10 čistých kont.

#### Sezóna 2018/19
V létě 2018 prodloužil Kolář svou smlouvu se Slavií do 30. června 2022. Kolář nepřišel o místo v základní sestavě ani na začátku sezóny 2018/19 a během podzimu dostal poprvé pozvánku do české reprezentace. 7. srpna si odbyl svůj debut v pohárové Evropě, když nastoupil do utkání třetího předkola Ligy mistrů proti Dynamu Kyjev. Slavia přes ukrajinský celek nepostoupila, a musela se tak smířit se základní skupinou Evropské ligy. V ní dokázal Kolář udržel čtyři čistá konta a pomohl pražskému klubu k postupu do jarní vyřazovací fáze. 14. února Kolář nastoupil do šestnáctifinále proti belgickému Genku a svým výkonem pomohl k remíze 0:0, v odvetném utkání Slavia vyhrála vysoko 4:1 a postoupila do další fáze soutěže. 14. března odchytal Kolář celých 120 minut odvetného osmifinálového utkání proti Seville, ve kterém několika skvělými zákroky zachránil Slavii a přispěl k postupu po výhře 4:3 po prodloužení. Ve čtvrtfinále pražský klub nestačil na londýnskou Chelsea a po výsledcích 0:1 a 3:4 ze soutěže vypadl. Na domácí scéně získala Slavia titul, ke kterému Kolář přispěl 15 čistými konty ve 33 ligových zápasech, a 22. května porazila Slavia, s Kolářem v brance, ve finále českého poháru Baník Ostrava 2:0 a radovala se ze zisku domácího double. Za své výkony byl Kolář v červnu 2019 odměněn pozvánkou do české reprezentace.

#### Sezóna 2019/20
Dne 20. srpna 2019 udržel Kolář čisté konto při výhře 1:0 nad Kluží v prvním utkání čtvrtého předkola Ligy mistrů, v utkání poprvé v dospělé kariéře chytil penaltu. V odvetném utkání Kolář znovu neinkasoval a po druhé výhře 1:0 postoupila Slavia do základní skupiny Ligy mistrů. V něm Slavia změřila síly s Interem Millán, Borussií Dortmund a Barcelonou. 5. listopadu udržel Kolář čisté konto na Camp Nou a pomohl Slavii k zisku historického bodu po remíze 0:0 s Barcelonou. Slavia získala v základní skupině dva body a nepostoupila do jarní fáze evropských pohárů. Brankář Kolář se navzdory zájmu ze zahraničí rozhodl zůstat v pražské Slavii a v únoru 2020 prodloužil s českým mistrem smlouvu do 30. června 2024. Kolář v květnu 2020 na hřišti Mladé Boleslavi vychytal v 25. kole výhru 1:0 a 17. čisté konto v ligovém ročníku, díky čemuž vyrovnal dosavadní rekord jabloneckého gólmana Zdeňka Jánoše ze sezony 1996/97 a sparťana Petra Čecha z ročníku 2001/02. V české nejvyšší soutěži udržel Kolář 23 čistých kont ve 31 ligových duelech, a výrazně se tak podílel na obhajobě ligového titulu. Za své výkony v sezóně 2019/20 byl Kolář zvolen nejlepším hráčem české nejvyšší soutěže.

#### Sezóna 2020/21
V létě 2020 se opakovaně mluvilo o jeho možném odchodu do zahraničí, Kolář však zůstal v Edenu i pro sezónu 2020/21. 29. srpna 2020 vstřelil Kolář branku v utkání 2. kola první ligy proti Příbrami, když z penalty v nastavení dovršil výhru 3:0 a dokázal skórovat jako šestý gólman v historii samostatné české nejvyšší soutěže. Zařadil se po bok Petra Kouby, Radků Černého a Sňozíka a Zdeňků Zlámala a Jánoše, který se trefil třikrát. 30. září odchytal celé odvetné utkání čtvrtého předkola Ligy mistrů proti Midtjyllandu, zápas skončil prohrou Slavie 1:4 a postupem dánského mužstva. Se Slavií si tak Kolář zahrál základní skupinu Evropské ligy, v níž udržel Kolář dvě čistá konta a pomohl k postupu do šestnáctifinále.
Dne 18. února 2021 udržel Kolář nulu při bezbrankové remíze v šestnáctifinále proti Leicesteru City a o týden později opět neinkasoval a výrazně se tak podílel na postupu do další fáze turnaje po výhře 2:0. 18. března nastoupil v základní sestavě Slavie v odvetném utkání osmifinále Evropské ligy proti skotským Rangers; Kolář utrpěl po faulu Kemara Roofeho tržnou ránu na hlavě a zlomeninu v obličeji a utkání dochytal mládežnický reprezentant Matyáš Vágner. Kolář dostal dva týdny po zranění od týmových lékařů svolení chytat, musel však nosit ochrannou přilbu, podobně jako kdysi Petr Čech, doplněnou o masku. Kolář 8. dubna odchytal čtvrtfinálové utkání proti Arsenalu a svým výkonem přispěl k nadějné remíze 1:1. O týden později ale Slavia londýnskému soupeři podlehla vysoko 0:4 a z pohárové Evropy vypadla. Kolář odchytal celý zbytek sezóny. 20. května udržel čisté konto ve finále českého poháru proti Viktorii Plzeň a pomohl k zisku trofeje po výhře 1:0. Se Slavií dokázal znovu obhájit i ligový titul. Kolář odchytal v sezóně 48 soutěžních utkání a udržel v nich 25 čistých kont. Za své výkony byl odměněn obhajobou vítězství v anketě o nejlepšího brankáře sezony první ligy.

#### Sezóna 2021/22
Kolář se rozhodl ze zdravotních důvodů nepřijmout nominaci na EURO 2021, aby se mohl připravit na sezónu 2021/22. Do sezóny vstoupil jako neohrožená brankářská jednička. 4. července chyboval v utkání 3. předkola Ligy mistrů v Budapešti proti Ferencvárosi, když mu za bezgólového stavu po malé domů od obránce Tarase Kačaraby míč smolně přeskočil nohu a skončil v síti, Slavia utkání prohrála 0:2 a o týden později, i přes domácí výhru 1:0, z Ligy mistrů vypadla. Slavia pak nedokázala postoupit přes polskou Legii Warszawa ve čtvrtém předkole Evropské ligy, a tak si zahrála základní skupinu nově vzniklé Konferenční ligy. 29. srpna si z utkání 6. kola první ligy v Karviné odnesl zlomené žebro a chyběl Slavii téměř dva měsíce.
V konkurenci Aleše Mandouse přišel Kolář o pevné místo mezi třemi tyčemi. 7. dubna nastoupil do úvodního čtvrtfinále Konferenční ligy proti Feyenoordu a několika chybami se podepsal pod tři inkasované branky při remíze 3:3. Do odvety nastoupil Mandous, pražský celek ale prohrál 1:3 a z pohárové Evropy vypadl. V dresu Slavie nastoupil Kolář v sezóně do 21 soutěžních utkání a udržel 8 čistých kont, pražský celek skončil v ligové soutěži na druhé příčce a v domácím poháru vypadl ve čtvrtfinále s rivalskou Spartou.

#### Sezóna 2022/23
Do sezóny 2022/23 vstoupil Kolář jako brankářská dvojka za Alešem Mandousem. Příležitost dostal až 2. října při absenci Mandouse v ligovém utkání proti Liberci. Kolář udržel čisté konto, pomohl k výhře 3:0 a pozici brankářské jedničky si uzmul zpátky pro sebe. Se Slavií ale nedokázal postoupit ze základní skupiny Konferenční ligy a v ligové soutěži skončili sešívání opět na druhé příčce. 3. května udržel Kolář čisté konto ve finále českého poháru proti pražské Spartě a pomohl k výhře 2:0. Dohromady v sezóně nastoupil do 33 soutěžních utkání, ve kterých udržel 14 čistých kont.

#### Sezóna 2023/24
V létě 2023 prodloužil Kolář svou smlouvu se Slavií do roku 2027 a vstoupil do nové sezóny jako brankářská jednička. Pomohl Slavií postoupit přes dva ukrajinské soupeře v předkolech do základní skupiny Evropské ligy. 3. září, v utkání sedmého kola ligové soutěže proti Karviné, dostal před Kolářem přednost Aleš Mandous. Kolář ve zbytku podzimní části sezóny nastoupil už jen do utkání třetího kola MOL Cupu proti Kroměříži (výhra 2:0).
V lednu 2024 přišel do Slavie brankář Jindřich Staněk, který odsunul Koláře na pozici brankářské trojky. V březnu utrpěl Kolář zlomeninu člunkové kosti a sezóna pro něj předčasně skončila. Kolář v ní odchytal 11 duelů a udržel 6 čistých kont.

## Reprezentační kariéra
Kolář je bývalým českým mládežnickým reprezentantem. Zúčastnil se Mistrovství světa hráčů do 17 let 2011 v Mexiku, kde byla ČR vyřazena již v základní skupině D po 1 výhře a 2 porážkách, na turnaji však nechytal. Hrál ale za české reprezentační výběry U18, U19, U20 a U21.
Do české reprezentace byl poprvé povolán v září 2018. Svůj reprezentační debut si odbyl 17. listopadu 2019 v posledním zápase kvalifikace na Mistrovství Evropy 2020 proti Bulharsku v Sofii, Češi prohráli překvapivě 1:0.
V březnu 2021 byl nominován na utkání zahajující kvalifikaci na MS 2022. Kvůli zlomenině v obličeji, způsobené v utkání Evropské ligy proti Rangers zásahem kopačkou do hlavy, ale z nominace vypadl.
V květnu 2021 bylo oznámeno, že chybí v nominaci na nadcházející EURO, protože se po návratu právě po vážném zranění hlavy necítil ideálně.

## Klubové statistiky
| Tým               | Sezona            | Liga   | Liga | Pohár  | Pohár | Evropské poháry | Evropské poháry |
| Tým               | Sezona            | Zápasy | Nuly | Zápasy | Nuly  | Zápasy          | Nuly            |
| ----------------- | ----------------- | ------ | ---- | ------ | ----- | --------------- | --------------- |
| FK Varnsdorf      | 2012/13 (2. liga) | 1      | 0    | 0      | 0     | -               | -               |
| FC Slovan Liberec | 2013/14           | 1      | 0    | 0      | 0     | 0               | 0               |
| FC Slovan Liberec | 2014/15           | 16     | 4    | 1      | 1     | 0               | 0               |
| FC Slovan Liberec | 2015/16           | 0      | 0    | 0      | 0     | 0               | 0               |
| FK Varnsdorf      | 2016/17 (2. liga) | 7      | 1    | 0      | 0     | -               | -               |
| FC Slovan Liberec | 2017/18           | 13     | 6    | 1      | 0     | -               | -               |
| SK Slavia Praha   |                   | 14     | 7    | 3      | 2     | -               | -               |
| SK Slavia Praha   | 2018/19           | 33     | 15   | 2      | 2     | 14              | 5               |
| SK Slavia Praha   | 2019/20           | 31     | 23   | 1      | 0     | 8               | 3               |
| SK Slavia Praha   | 2020/21           | 31     | 16   | 3      | 3     | 14              | 5               |
| SK Slavia Praha   | 2021/22           | 15     | 6    | 0      | 0     | 6               | 1               |
| SK Slavia Praha   | 2022/23           | 25     | 10   | 4      | 3     | 4               | 1               |
| SK Slavia Praha   | 2023/24           | 6      | 3    | 1      | 1     | 4               | 2               |
| SK Slavia Praha B | 2023/24 (3. liga) | 2      | 2    | -      | -     | -               | -               |
| SK Slavia Praha B | 2024/25 (2. liga) | 7      | 2    | -      | -     | -               | -               |
| SK Slavia Praha   | 2024/25           | 1      | 0    | -      | -     | -               | -               |
| Celkem 1. liga    | Celkem 1. liga    | 186    | 90   | 16     | 12    | 50              | 17              |